# Arseni Yagodkin
Arseni Ilyich Yagodkin (tiếng Nga: Арсений Ильич Ягодкин; sinh ngày 12 tháng 8 năm 2000) là một cầu thủ bóng đá người Nga thi đấu cho FC Pskov-747.

## Sự nghiệp câu lạc bộ
Anh có màn ra mắt tại Giải bóng đá chuyên nghiệp quốc gia Nga cho FC Pskov-747 vào ngày 7 tháng 10 năm 2017 trong trận đấu với FC Chertanovo Moskva.